# 拉蒙·貝倫格爾二世
拉蒙·貝倫格爾二世，又稱為“拖頭”或“埃斯托普帽” ，（約1053年—1082年12月5日），巴塞羅那伯爵（1076年－1082年在位）。

## 生平
拉蒙·貝倫格爾二世是拉蒙·貝倫格爾一世與第三任妻子拉馬爾什的阿爾莫迪斯的長子。《聖若翰德拉佩尼亞編年史》稱他為“……非常勇敢、勇敢、善良、令人愉快、虔誠、快樂、慷慨，並具有迷人的外表”。由於他頭頂的頭髮非常濃密，他被稱為“埃斯托普帽”。
1076年，他繼承父親巴塞羅那伯爵拉蒙·貝倫格爾一世的爵位，與他的孿生弟弟貝倫格爾·拉蒙共同統治。這對雙胞胎未能達成共識，違背已故父親的意願，將留給他們的財產分家。“拖頭”拉蒙·貝倫格爾，因其頭髮的厚度和顏色而得名，於1082年在樹林裡打獵時被殺。弟弟貝倫格爾·拉蒙後來成為加泰羅尼亞的唯一統治者，人們普遍認為他策劃了這起謀殺案。“手足無措的”貝倫格爾·拉蒙後來由拉蒙·貝倫格爾二世的兒子拉蒙·貝倫格爾三世繼承。 

## 婚姻和後代
拉蒙·貝倫格爾二世與普利亞公爵羅伯特·吉斯卡爾與妻子薩萊諾公國的公主倫巴人西婕蓋塔的女兒普利亞的莫德結婚，她出生於約1059年，死於1111年/1112年。在他被謀殺後，莫德與納博訥子爵艾默里一世再婚，是艾默里二世的母親。
拉蒙·貝倫格爾二世和莫德的兒子拉蒙·貝倫格爾三世（1082年之前－1131年），是巴塞羅那伯爵和普羅旺斯伯爵。 